# Association québécoise des critiques de cinéma
L’Association québécoise des critiques de cinéma (AQCC) est une association canadienne de critiques de cinéma, basée à Montréal (Québec), et fondée en 1973. Elle a pour mission de promouvoir, développer et améliorer l'exercice de la critique; d'élaborer et de faire respecter par ses membres les règles de déontologie professionnelle; de défendre les intérêts de ses membres dans l'exercice de leurs fonctions et d'oeuvrer pour améliorer leurs conditions de travail.
Elle remet chaque année des prix cinématographiques qui récompensent les meilleurs films de l'année. 

## Prix décernés
- Prix Luc-Perreault-AQCC du meilleur film québécois
- Prix du meilleur long métrage international
- Prix de la critique internationale (FFM)
- Prix Fantasia
- Prix de la critique (FNC)
- Prix de la critique (REGARD)
- Prix Première Caméra (RIDM)
- Prends-ça court!
- Prix du meilleur documentaire, court ou moyen métrage
- Prix du long métrage international
- Prix du court métrage québécois
- Prix du moyen métrage québécois
- Prix de la critique pour la meilleure fiction court et moyen métrage
- Prix du court métrage
- Prix du long métrage documentaire
- Prix Claude-Jutra pour la relève